# Calephelis louisiana
Calephelis louisiana är en fjärilsart som beskrevs av Holland. Calephelis louisiana ingår i släktet Calephelis och familjen Riodinidae. Inga underarter finns listade i Catalogue of Life.